# Reste-avec
Les reste-avec sont les enfants pauvres d'Haïti placés en domesticité dans une famille autre que leur famille biologique, dans l'espoir qu'ils échappent à la misère et fréquentent l'école. Cette situation relève d'une forme contemporaine d'esclavage.
La transcription créole haïtienne est restavèk. On rencontre aussi les graphies restavek et restavec.

## Définition
Ce terme ne recouvre aucune définition juridique, mais il revêt une acception très péjorative dans le contexte haïtien. Il sert à désigner les enfants — mais aussi des adultes — qui sont traités comme domestiques, sans aucun respect pour leur dignité. Toutefois, tous les enfants vivant dans une famille autre que leur famille biologique ne sont pas des reste-avec, dans la mesure où il est très courant, dans la Caraïbe, qu'un enfant soit pris en charge par des membres de sa parentèle avec le consentement de ses parents. Il n'est donc pas rare que les familles nanties placent elles-mêmes certains de leurs enfants chez des parents ou des amis proches de la famille afin que l'enfant puisse bénéficier d'une meilleure scolarité dans son nouveau lieu de résidence. Auquel cas, les parents assurent financièrement la prise en charge et la scolarité de cet enfant et sont en contact régulier avec lui.
Sociologiquement parlant, les enfants défavorisés qui sont placés dans des familles autres que leur famille biologique sur la base d'un contrat oral entre les deux familles, constituent deux catégories distinctes qui ont pour dénominateur commun d’être issus de familles pauvres des zones rurales ou urbaines. Ces enfants sont placés par leur famille biologique dans des familles citadines ou rurales avec, comme accord oral, que l'enfant participe aux tâches domestiques ou agricoles en échange de sa prise en charge et de sa scolarisation, élément extrêmement important de mobilité sociale en Haïti.
La première catégorie de ces enfants placés issus de milieux défavorisés est constituée d'enfants des deux sexes des zones rurales et urbaines qui sont placés au sein de leur parentèle (on parle alors de domesticité informelle) ou chez des gens non apparentés (on parle alors de domesticité formelle — nan kay moun) et qui sont plutôt bien traités et surtout scolarisés (même si l'école retenue est de moindre qualité que celle fréquentée par les enfants de la maisonnée). Ils participent un peu plus que les autres enfants de la maisonnée aux tâches domestiques mais sans abus de la part des adultes et enfants. Sociologiquement, ces enfants n'entrent pas dans la catégorie stricto sensu des reste-avec.
La seconde catégorie d'enfants placés issus de milieux défavorisés est constituée d'enfants des deux sexes des zones rurales et urbaines qui sont placés au sein de leur parentèle ou chez des étrangers et qui sont victimes de traite des personnes dans la mesure où ils sont recrutés à des fins d'exploitation de leurs forces de travail. Ces enfants sont victimes de tous les abus, y compris d'abus sexuels, tant en zones rurales qu'en zones urbaines. Dans ce cas bien particulier, il faut souligner que beaucoup de parents sont dans l'incapacité de surveiller la manière dont leur enfant est traité dans sa famille de placement. Même s'il est vrai que des parents se font complices des sévices subis par l'enfant, il n'en demeure pas moins que l'éloignement géographique des parents représente un facteur important dans la mise en danger de la vie de l'enfant, les parents biologiques n'étant plus en mesure de protéger leur enfant.
Les enfants vivant dans une famille autre que celle de leurs parents biologiques sont très nombreux en Haïti. Ils sont — contrairement à l'idée répandue — beaucoup plus nombreux en zones rurales qu'en zones urbaines mais très éparpillés parmi la vaste population vivant principalement de l'agriculture , ce qui complique leur identification.
Toutefois, le cadre légal en Haïti présente des faiblesses telles que la répression de la traite des personnes — donc de ceux dénommés reste-avec stricto sensu — n'existe pas. Un projet de loi a été proposé en 2009 au Parlement haïtien afin de poursuivre les auteurs de traite des personnes. Pour l'heure, il existe donc un vide juridique sur cette question quand bien même les auteurs des violences pourraient être poursuivis sous d'autres chefs d'inculpation .
Il est très difficile d'obtenir le nombre exact de reste-avec en Haïti dans la mesure ou l'Institut du Bien-être Social et de Recherche (IBESR) ne dispose pas des moyens de comptabiliser cette population. Le dernier recensement de la population datant de 2003 fait état de la présence de ces « enfants en domesticité » mais ne définit pas ce qu'il (IHSI) ou les ménages interrogés entendent par ce terme. Il est toutefois avéré par ce document que les filles sont beaucoup plus nombreuses, de manière générale, mais surtout en zones urbaines et que les garçons sont plus nombreux en zones rurales. Les données de l'IHSI sur les enfants dits en domesticité ne permettent cependant pas d'affirmer que ces enfants ne sont pas scolarisés ou qu'ils seraient victimes de diverses formes de violences et d'abus de la part des membres de leurs familles de placement. Ils seraient près de 400 000, soit au moins 1 enfant sur 10 en Haïti.
Le Foyer Maurice Sixto sis à Carrefour, commune de l'arrondissement de Port-au-Prince, tente d'apporter une aide psychologique et éducative aux enfants en domesticité, qu'ils soient ou non considérés comme des reste-avec. Ce foyer a d'ailleurs été récompensé en 2008 pour l'ensemble de son œuvre auprès de ces enfants.
Le Foyer FCCM, sis à Darbonne dans la commune de Léogâne, apporte également une réponse aux familles démunies puisqu'il accueille en son sein — en qualité de structure d'urgence — les filles dont les parents ne peuvent assumer leur prise en charge financière pour une durée variable. Le Foyer FCCM assure la scolarisation de ces filles et jeunes filles majeures tout en apportant une aide économique aux parents afin que leurs filles ne soient pas ou plus placées en domesticité.

## Traite des êtres humains
Du point de vue juridique, l’expression « traite des êtres humains » désigne « le recrutement, le transport, le transfert, l’hébergement ou l’accueil de personnes, par la menace de recours ou le recours à la force ou à d’autres formes de contrainte, par enlèvement, fraude, tromperie, abus d’autorité ou d’une situation de vulnérabilité, ou par l’offre ou l’acceptation de paiements ou d’avantages pour obtenir le consentement d’une personne ayant autorité sur une autre aux fins d’exploitation. L’exploitation comprend, au minimum, l’exploitation de la prostitution d’autrui ou d’autres formes d’exploitation sexuelle, le travail ou les services forcés, l’esclavage ou les pratiques analogues à l’esclavage, la servitude ou le prélèvement d’organes » d'après l'article 3 du Protocole additionnel à la convention des Nations unies contre la criminalité transnationale organisée visant à prévenir, réprimer et punir la traite des personnes, en particulier des femmes et des enfants, adopté à New York le 15 novembre 2000 et ratifié en Haïti par le décret du 26 novembre 2003.

### Filmographie
- New York, police judiciaire (Law and Order), saison 19, épisode 8 : « Chattel » (« Maison de maîtres ») : l'épisode aborde cette question à travers l'adoption d'un enfant haïtien utilisé comme esclave par ses parents adoptifs. L'expression reste-avec est utilisée et expliquée.
- Les enfants abandonnés d'Haïti, reportage d'Emmanuelle Latraverse diffusé le 10 janvier 2011, Le Téléjournal, Radio-Canada.
- Les petits esclaves d'Haïti, reportage de Dorothée Olliéric et Gilles Jacquier diffusé en 2003 dans l’émission de France 2 « Envoyé spécial ». Ce reportage a reçu le prix média de la Fondation pour l'enfance 2003.
- « Haïti, qui sont ces enfants esclaves ? », reportage diffusé dans l’émission de TF1 « Sept à huit » du 5 février 2012.

### Musique
- Restavec de Milk Coffee & Sugar en 2011